# Ron Atkinson
Ronald Franklin Atkinson (født 18. marts 1939 i Liverpool, England) er en tidligere fodboldspiller og manager. Han er blandt andet kendt for sin tid i Manchester United fra 1981 til 1986. Han har også frekventeret meget på engelske TV-kanaler som ekspertkommentator på fodbold de sidste år. Han er blevet kendt som en "farverig" kommentator som har lavet sine egne fodboldudtryk.  Dette sprog kaldes "Big-Ronism" eller "Ronglish" i England.

## Spillerkarriere

### Oxford United
Som ung spillede han for holdet B.S.A. Tools, og han prøvespillede for både Wolverhampton og Aston Villa, men blev vejet og fundet for let. I Aston Villa fik han rigtig nok en spilleplads på juniorniveau, blandt andet en kamp  mod et andet af sine fremtidige managerhold, nemlig Coventry City (kampen foregik på Highfield Road). Han kom til Aston Villa i maj 1956. I begyndelsen spillede Atkinson højre fløj, men blev lidt efter central midtbanespiller. Da han aldrig fik chancen på A-holdet, gik turen til klubber uden for ligasystemet. Hans nye klub, Headington United, skiftede navn til Oxford United i 1960 for at give en bredere publikumsappel.
Da han spillede i Headington United (i non-league) tjente han mere end stjerner som Tom Finney og Stanley Matthews, som tjente 20 £ om ugen, fordi man ikke havde regler om maksimumslønninger i non-league. Atkinson fik tilnavnet "The Tank" da han spillede i Oxford United tidligt i 1960-tallet.
I 1962 vandt klubben Southern Premier League (5. niveau) for andet år i træk, og blev dermed valgt ind i det professionelle ligasystem. Dengang skulle man vælges ind i ligaen af en komité. Oxford United fik pladsen fordi Accrington Stanley gik konkurs, samt at klubben havde bevist ved at vinde sin liga to år i træk, at de kunne være en værdig kandidat til oprykning. Ron Atkinson spillede sammen med sin bror Graham Atkinson, og de kom begge i historiebøgerne, da de spillede i klubbens første ligakamp i 1962.
Det blev to 18. pladser i træk i 4. division, før Oxford United blev den første klub fra denne division som nåede kvartfinalen (6. runde) i FA Cuppen. Klubben har pr. dags dato aldrig nået så langt. Klubben rykkede op til 3. division i 1965 og videre til 2. division i 1968. Atkinson var anfører for Oxford i en årrække, en af de yngste i professionel sammenhæng i den tid, og han har fortsat rekorden for antal klubkampe, selvom andre har rekorden for antal ligakampe. Sommeren 1971 skiftede Atkinson til Kettering Town, og dermed tilbage til at spille i non-league. Han spillede ganske vist ingen kampe for klubben den sæson, men blev efter dét taget op i trænerteamet. Fra sommeren 1972 blev han manager.

## Managerkarriere
I begyndelsen var han deltidsmanager i Witney Town (1970-72), mens han spillede fodbold ved siden af.

### Kettering Town
Som nyudnævnt manager for Kettering Town vandt han Southern Premier League i 1972-73, for bare tredje gang i klubbens historie (1928 og 1957 var de andre tilfælde). Sejr i divisionen betød ikke automatisk oprykning til den professionelle 4. division, siden taberholdet i den division kunne søge om at blive i ligaen, men Kettering Town rykkede dog op. Tidligere skulle der ganske meget til for at blive valgt ind i ligasystemet, for eksempel har Hartlepool United rekorden med 11 genvalg uden at tabe pladsen. Kettering Town blev for øvrigt den første britiske klub som spillede med reklamer på trøjerne 24. januar 1976 mod Bath City, men dette var altså halvandet år efter Atkinson havde forladt klubben.

### Cambridge United
Klubbens ligahistorie var bare 4 år gammel da Atkinson overtog jobbet som manager. De var blevet valgt ind i ligasystemet i 1970 på bekostning af Bradford Park Avenue. Sæsonen 1976-77 vandt Atkinsons hold 4. division, og i påfølgende sæson rykkede de op endnu en gang, efter at have endt på en andenplads i 3. division. Dette var nok til at overbevise storklubberne om Atkinsons lederegenskaber.

### West Bromwich Albion
WBA var en klub som spillede på øverste niveau, da Atkinson overtog holdet. Hans første køb var Brandon Batson, som før havde spillet for Arsenal. Batson viste sig at være et rigtig godt køb.
Atkinsons første sæson i klubben var den bedste resultatmæssigt. Klubben endte på en tredjeplads i ligaen, og nåede kvartfinalen i UEFA-cupen. Klubben slog blandt andet Manchester United 5-3 på Old Trafford 29. december 1978.

### Manchester United
I juni 1981 fyrede Manchester United Dave Sexton efter flere sæsoner med mangelfulde resultater. Den nye chef blev den karismatiske og sprudlende Ron Atkinson (9. juni 1981). Han var imidlertid tredjevalg efter Southamptons Lawrie McMennemy og Ipswich Towns Bobby Robson. Begge disse managere takkede nej til jobbet. Atkinson havde forvandlet WBA fra en middelhavsfarer til Englands repræsentant i UEFA-cupen, og dermed var klubben ikke særlig glad for at United ville have ham. I tillæg tog han sin assistent Mick Brown og træner Brian Whitehouse med sig.
Atkinson mindede meget om den tidligere United-manager Tommy Docherty i sin væremåde. Begge elskede mediernes søgelys og var det naturlige midtpunkt i enhver forsamling. Den dagen han blev ansat udtalte han: "Jeg kan ikke hjælpe, fordi jeg kan føle at jeg og United er skabt for hinanden". Det var næsten som at høre Docherty snakke.
Hans største signering var kaptajnen og stjernespilleren i gammelklubben WBA, Bryan Robson. Dette gjorde ikke forholdet til WBA noget særligt bedre. Signeringen skete ude på banen på Old Trafford foran et fuldsat stadion i oktober 1981. Atkinson udtalte følgende om Robson: "That boy is made of pure gold", og dermed hostede klubben op for hele 1,5 millioner £ for ham. Dette var ny rekord i England, og blev ikke slået før næsten 6 år senere.
Atkinson brugte mange penge efter datidens forhold for at forbedre holdet. Den første tid købte han blandt andet spillere som Frank Stapleton, Remi Moses (også han fra WBA i 1981), Arnold Mühren og John Gidman. Samtidig fik klubbens egne talenter chancen. Dette gjaldt specielt stortalenterne Norman Whiteside og Mark Hughes. Han hentede også ukendte spillere som Paul McGrath fra Irland og Peter Beardsley fra Canada.
I 1984 gjorde Atkinson tre store sommerkøb, og dermed kom danske Jesper Olsen, Alan Brazil og Gordon Strachan til klubben. Sådan nogle spillerkøb fik optimismen til at råde i klubben.
United gjorde det godt i alle Atkinsons sæsoner som chef, og endte aldrig lavere end en 4. plads. I tillæg vandt klubben FA-cupfinalene i 1983 (2-2 og 4-0 mod Brighton) og 1985 (1-0 mod Everton). I 1985 blev for øvrigt Kevin Moran fra United den første spiller gennem tiderne til at blive udvist i en FA-cupfinale, men holdet klarede sig uden ham og vandt tilslut trofæet. I 1983-84 nåede klubben semifinalen i Cupvindercuppen, efter bl.a. at have slået Barcelona med Diego Maradona. United røg ud i semifinalen mod Juventus, som senere vandt hele turneringen.
1985-86 startede med 10 sejre for United, og aviserne snakkede allerede om at klubben havde vundet ligamesterskabet. Pludselig mistede de den gode form. Det hjalp heller ikke at stjernespilleren Bryan Robson blev skadet. Den efterfølgende sæson tilbragte klubben to måneder nær nedrykningsstregen og efter et nederlag på 1-4 mod Southampton i oktober 1986, blev Atkinson fyret fra Manchester United. Alex Ferguson overtog jobbet 6. november.
Statistik for Ron Atkinsons tid i Manchester United:
- 223 ligakampe (108 sejre, 63 uafgjorte, 52 tab, 349-207 i målforskel)
- 290 kampe totalt (148 sejre, 79 uafgjorte, 66 tab, 459-264 i målforskel)

### Kort engagement
Atkinson returnerede til West Bromwich Albion efteråret 1987, og blev der sæsonen ud. Han tog over efter Ron Saunders. Klubben spillede i 2. division, og endte til slut på en 20. plads. De undgik dermed nedrykning. Hovedtræneren han benyttede sig af var for øvrigt den gamle Manchester United-spiller Nobby Stiles.
I 1988-89 var han manager i Atlético Madrid i blot 96 dage, og fik holdet op fra en 18. til en 3. plads i den spanske liga.

### Sheffield Wednesday
Atkinson var manager for "The Owls" fra februar 1989 til juni 1991. Selv om klubben rykkede ned i 2. division i 1990, var de tilbage bare et år senere. Klubben vandt også Liga-cuppen i 1990-91, efter at have slået Atkinsons gamle klub Manchester United 1-0 i finalen på Wembley. Dette var klubbens første trofæ i 56 år. Atkinson fornærmede Wednesday-supportere ved at han 31. maj 1991 sagde at han ville fortsætte som klubbens manager, men bare få uger senere signerede han alligevel for Aston Villa.

### Aston Villa
Dette job overtog han fra Dr. Jozef Venglos. I 1992-93 var holdet den største udfordrer til titlen i den nyetablerede Premier League, men tabte til slut til Manchester United, som vandt sin første ligatitel i 26 år. Året efter gik det dårligere, men klubben fik en lille hævn mod Manchester United, da de vandt ligacupfinalen mod dem på Wembley. Alligevel blev Atkinson fyret i klubben i november 1994, da Brian Little overtog hans job.

### Coventry City og Nottingham Forest
Fra februar 1995 til november 1996 var han manager i nedrykningstruede Coventry City. Han overtog posten efter manager Phil Neal. Han ville ikke høre snak om nedrykning, da han kom til klubben, og efter bare nogle uger havde holdet vundet 6 kampe i træk, blandt andet en berømt sejr ude mod Liverpool på Anfield Road. Coventry vandt bare 14 ud af hans 64 kampe, men holdet fik meget opmærksomhed på grund af Atkinsons personlighed. Han klarede at lokke stjernespillere som Gordon Strachan og Gary McAllister til klubben.
Sommeren 1995 købte han spillere som John Salako og Paul Telfer, og dermed øgede forventningerne for holdets præstationer. De kæmpede for at undgå nedrykning, som de klarede med et nødskrig i sidste ligarunde. Sæsonen efter var der fuldstændig krise i klubben, da holdet kun havde vundet 1 ud af 12 kampe. Det var tid for omorganisering, og Strachan overtog som chef.
Ron Atkinsons sidste managerjob havde en kort periode, den startede januar 1999, da han ledede Nottingham Forest. Der blev snakket om Atkinson som redningsmand i en sæson som var gået helt galt. Dog blev perioden helt uden succes, og den er mest kendt for 1-8-tabet hjemme mod Manchester United (Ole Gunnar Solskjær scorede 4 gange, selvom han var blevet indskiftet med 10 minutter igen). Atkinson forsvandt da sæsonen var ovre. Atkinson blev pensioneret som 60-årig.

## Titler
Som spiller
- Vinder af Southern Premier League (non-league) i 1961/62
- Oprykkede til 3. division (4. plads) 1964/65
- Vinder af 3. division 1967/68
- Anfører for Oxford United

Som manager:
- Vinder af 4. division 1976/77
- Oprykkede til 2. division (2. plads) 1977/78
- Liga Cupfinalist 1982-83
- FA-cup vinder 1982-83 og 1984-85
- Charity Shield 1982/83 (sejr), 1984/85 (tab)
- Ligacup vinder 1990/91 og 1993-94
- Oprykkede til 1. division (3. plads) 1990/91
- Titler i WBA: 3. plads i ligaen og kvartfinale i UEFA-cuppen